# Hermies Hill British Cemetery
Hermies Hill British Cemetery is een Britse militaire begraafplaats met gesneuvelden uit de Eerste Wereldoorlog en gelegen in de Franse gemeente Hermies in het departement Pas-de-Calais (regio Hauts-de-France). De begraafplaats werd ontworpen door Herbert Baker en ligt aan de Rue Saint-Michel op 450 m ten westen van het centrum van Hermies (Église Notre-Dame). Ze heeft een rechthoekig grondplan met een oppervlakte van 3.629 m² en wordt omsloten door een bakstenen muur, afgedekt met witte stenen blokken. Vanaf de weg leidt een graspad van ruim 70 m naar de toegang die bestaat uit een tweedelig hek tussen witte stenen zuilen. Centraal tegen de oostelijke muur staat het Cross of Sacrifice en in de beide hoeken identieke schuilhuisjes met een rondboog-vormige ingang. In één ervan bevindt zich het registerkastje. De Stone of Remembrance staat rechts van de toegang.
Onder 1.023 slachtoffers die hier begraven zijn of herdacht worden zijn er 284 niet geïdentificeerde.
De begraafplaats wordt onderhouden door de Commonwealth War Graves Commission.
Aan de overzijde van de straat ligt de Hermies British Cemetery.

## Geschiedenis
De 2nd en 3rd Australian Infantry Battalions voerden op de ochtend van 9 april 1917 een verrassingsaanval uit op Hermies. Het dorp werd door de 17th Division bezet gehouden tot 22 maart 1918 toen de oprukkende Duitsers tijdens hun lenteoffensief het dorp de volgende dag veroverden. In september 1918 werd het door de Britse troepen heroverd. De begraafplaats werd in november 1917 door gevechtseenheden aangelegd en verder gebruikt tot maart 1918. In september werden nog graven toegevoegd. Deze oorspronkelijke graven liggen bijna allemaal in Plot I; de overige drie percelen werden na de wapenstilstand toegevoegd door de concentratie van graven uit het gebied rondom Hermies en van volgende kleine begraafplaatsen: Demicourt German Cemetery in Boursies (15 niet geïdentificeerde doden); Havrincourt Cottage Garden Cemetery (30 doden); Havrincourt Wood British Cemetery (70 doden);	Hermies Australian Cemetery (21doden).
Onder de geïdentificeerde slachtoffers zijn er 690 Britten, 39 Australiërs, 3 Canadezen en 7 Nieuw-Zeelanders. Voor 28 Britten en 3 Australiërs werden Special Memorials opgericht omdat met weet of vermoedt dat ze onder naamloze grafzerken liggen. Zes andere Britten worden herdacht met een Duhallow Block  omdat ze oorspronkelijk begraven waren in de Duitse begraafplaats Demicourt German Cemetery of Havrincourt Cottage Garden Cemetery, maar hun graven werden door artillerievuur vernietigd en niet meer teruggevonden.

## Graven

### Onderscheiden militairen
- Frank Edward Young onderluitenant bij het Hertfordshire Regiment werd onderscheiden met het Victoria Cross (VC).
- Henry Lancaster Nevill Dundas, kapitein bij de Scots Guards werd tweemaal onderscheiden met het Military Cross (MC).
- de majoors John Hewitt Roxburgh (Machine Gun Corps) en Robert Lloyd Thompson (Royal Field Artillery); de kapiteins William Oliphant Down (Royal Berkshire Regiment), Francis Geoffrey Eliot (Royal Marine Light Infantry), R.C. Hall (York and Lancaster Regiment) en T.W. Brooke (London Regiment (City of London Rifles)); de luitenants Trevor Moutray Bennett (Royal Flying Corps), R.J. Tatem (Royal Field Artillery) en H.B. Macpherson (Royal Field Artillery); de onderluitenants Harvey Bryant (Hampshire Regiment) en Alfred Winn Ford (Royal Field Artillery) en compagnie sergeant-majoor T. Jackson (The King's (Liverpool Regiment)) werden onderscheiden met het Military Cross (MC).
- F. Mossop, sergeant bij de The King's (Liverpool Regiment) werd tweemaal onderscheiden met de Distinguished Conduct Medal en met de Military Medal (DCM and Bar, MM).
- compagnie sergeant-majoor E. Irving (Coldstream Guards), korporaal John Sillifant (New Zealand Rifle Brigade) en soldaat H.B. Rudhall (London Regiment) werden onderscheiden met de Distinguished Conduct Medal (DCM).
- er zijn nog 21 militairen die de Military Medal ontvingen waaronder compagnie sergeant-majoor Henry Charles Wing, bombardier John William Hirst en soldaat P. Ferguson tweemaal (MM and Bar).

### Minderjarige militairen
- William Frederick Smith, soldaat bij het Hampshire Regiment was 16 jaar toen hij op 12 september 1918 sneuvelde.
- Edward McCann, soldaat bij het Devonshire Regiment was 17 jaar toen hij op 14 september 1918 sneuvelde.
- Edmond Belford Saunders, soldaat bij het Royal Canadian Regiment was 17 jaar toen hij op 14 oktober 1916 sneuvelde.

### Aliassen
- kanonnier J.S. Buckley diende onder het alias J. Butler bij de Royal Garrison Artillery.
- soldaat Arthur John Green diende onder het alias A. Dean bij het Gloucestershire Regiment.